# Ceryx infranigra
Ceryx infranigra là một loài bướm đêm thuộc phân họ Arctiinae, họ Erebidae.